# カルロス・カルソリオ
カルロス・カルソリオ・ラレラ（Carlos Carsolio Larrea, 1962年10月4日 - ）は、最も成功したメキシコの登山家である。14座全ての8000メートル峰の登頂に成功した4人目の人物となった。33歳での達成は現在のところ最年少記録である。
また、1992年5月12日にカンチェンジュンガ（8,586 m）の頂上まであと300メートルのあたりで行方不明になったヴァンダ・ルトキエヴィチの最後の目撃者となった。カルソリオはルトキエヴィチのザイルパートナーとして同行していた。
カルソリオはアルパインスタイルを採用し、固定ロープや酸素ボンベ等を用いない。彼はまた、パラグライダーも得意とし、雄弁家である。

## 8000メートル峰全14座の登頂記録
1. 1985年 ナンガ・パルバット
2. 1987年 シシャパンマ
3. 1988年 マカルー（単独登頂）
4. 1989年 エベレスト
5. 1992年 カンチェンジュンガ（単独登頂）
6. 1993年 K2
7. 1994年 チョ・オユー（単独登頂）
8. 1994年 ローツェ（単独登頂）
9. 1995年 ブロード・ピーク（単独登頂、新ルート）
10. 1995年 アンナプルナ
11. 1995年 ダウラギリ（単独登頂）
12. 1995年 ガッシャーブルムII峰
13. 1995年 ガッシャーブルムI峰
14. 1996年 マナスル

- このうち、チョ・オユーとローツェでは、ベースキャンプから山頂までの最短時間記録（それぞれ18時間45分、23時間50分）を持っている。
- マカルー以外の13座は無酸素。マカルーでは無酸素で登頂したが、下山中に肺水腫になったため緊急用酸素ボンベを使用した。
- 8000メートル峰の新ルートを単独登頂で発見したのは、史上5人目である。
- カンチェンジュンガの登頂中、生前のワンダ・ルトキェヴィッチを目撃した最後の人間になった。